# Kohlendioxidkostenaufteilungsgesetz
Das Kohlendioxidkostenaufteilungsgesetz (Gesetz zur Aufteilung der Kohlendioxidkosten, CO2KostAufG) ist ein deutsches Bundesgesetz. Es wurde 2022 beschlossen und trat am 1. Januar 2023 in Kraft.
Das Gesetz soll zur Reduktion von Treibhausgasemissionen im Gebäudebereich beitragen, indem es an die Regelung des mit dem Brennstoffemissionshandelsgesetzes (BEHG) geschaffenen Anreizsystems zur Reduktion von Treibhausgasemissionen für Wärme anknüpft und es auf Mietverhältnisse überträgt. Für das Inverkehrbringen fossiler Brennstoffe müssen im deutschen Brenstoffemissionshandel Zertifikate erworben werden. Die Menge an Zertifikaten richtet sich nach den bei der Verbrennung entstehenden Kohlendioxidemissionen. Die Kosten für die Zertifikate werden von Brennstoffhändlern auf die Endverbraucher überwälzt. Das CO2KostAufG sieht vor, dass diese Kosten zwischen Vermieter und Mieter entsprechend ihren Verantwortungsbereichen und Einflussmöglichkeiten auf den Kohlendioxidausstoß eines Gebäudes aufgeteilt werden. Bisher zahlten Mieter den CO2-Preis aus dem Brennstoffemissionshandel für das Heizen mit Erdgas und Öl allein.
Die Aufteilung der im Abrechnungszeitraum angefallenen Kosten für Kohlendioxidemissionen zwischen Mieter und Vermieter richtet sich grundsätzlich nach dem spezifischen Kohlendioxidausstoß des Gebäudes. Vereinbarungen, nach denen der Mieter mehr als den danach auf ihn entfallenden Anteil an den Kohlendioxidkosten zu tragen hat, sind in Mietverträgen über Wohnraum unwirksam.

## Inhaltsverzeichnis
- § 1 Zweck des Gesetzes
- § 2 Anwendungsbereich
- Abschnitt 2 Informationspflicht bei der Lieferung von Brennstoffen oder Wärme
  - § 3 Informationspflicht bei der Lieferung von Brennstoffen oder Wärme
  - § 4 Maßgeblicher Zertifikatepreis
- Abschnitt 3 Berechnung und Aufteilung der Kohlendioxidkosten
  - § 5 Aufteilung der Kohlendioxidkosten bei Wohngebäuden
  - § 6 Begrenzung der Umlagefähigkeit; Erstattungsanspruch bei Wohngebäuden
  - § 7 Abrechnung des auf den Mieter entfallenden Anteils an den Kohlendioxidkosten bei Wohngebäuden
  - § 8 Aufteilung der Kohlendioxidkosten und Erstattungsanspruch bei Nichtwohngebäuden
- Abschnitt 4 Begleitregelungen
  - § 9 Beschränkungen bei energetischen Verbesserungen
- Abschnitt 5 Evaluierung
  - § 10 Erfahrungsbericht
- Abschnitt 6 Übergangs- und Schlussvorschriften
  - § 11 Übergangsregelungen
  - § 12 Inkrafttreten
- Schlussformel
- Anlage (zu den §§ 5 bis 7) Einstufung der Gebäude oder der Wohnungen bei Wohngebäuden

## Aufteilung der Kosten zentraler Heizungs- und Warmwasserversorgungsanlagen
Im Gebäudebereich führen die Aufwendungen für den Erwerb von Emissionszertifikaten durch die Lieferanten von Heizöl oder Erdgas (nationaler Kohlendioxidpreis nach dem BEHG) seit 2021 zu höheren Kosten für die Beheizung und die Warmwasserversorgung von Gebäuden. Insgesamt gibt es in Deutschland rund 41 Mio. Haushalte, davon ca. 21 Mio. Mieterhaushalte. Ungefähr 80 % der Haushalte heizen mit Energieträgern, welche von dem Kohlendioxidpreis betroffen sind. Der aktuelle CO2-Preis liegt bei 0,5 Cent pro Kilowattstunde Erdgas.
Nach der Heizkostenverordnung sind die Kosten für Heizung und Warmwasser zwingend und vollumfänglich auf die Nutzer umzulegen und damit auch auf Mieter. Davon abweichend werden mit dem CO2KostAufG die Kohlendioxidkosten entsprechend dem Kohlendioxidausstoß des Gebäudes pro Quadratmeter Wohnfläche und damit anhand der energetischen Qualität des Gebäudes auf Vermieter und Mieter in Wohngebäuden aufgeteilt (§ 2 Abs. 4 CO2KostAufG). Die anhand der energetischen Qualität des vermieteten Wohngebäudes gestufte Belastung der Mietvertragsparteien durch einen ansteigenden Kohlendioxidpreis bezweckt eine doppelte Anreizwirkung: für Mieter zu energieeffizientem Verhalten und für Vermieter zu Investitionen in klimaschonende Heizungssysteme und energetische Sanierungen. Je höher der Kohlendioxidausstoß des Gebäudes ist, desto höher ist der Anteil des Vermieters an den im Abrechnungszeitraum angefallenen Kohlendioxidkosten (§ 5 Abs. 2 CO2KostAufG).
Lieferanten müssen unter anderem den Kohlendioxidkostenanteil (Zertifikatepreis) in der Rechnung über die Lieferung von Brennstoff oder Wärme gesondert ausweisen (§ 3, § 4 CO2KostAufG). Im laufenden Mietverhältnis hat der Vermieter die maßgeblichen Kohlendioxidkosten für Abrechnungszeiträume ab dem 1. Januar 2023 aus der Rechnung des Brennstofflieferanten in die jährliche Nebenkostenabrechnung zu übertragen (§ 7 CO2KostAufG).